# فنیک، یورک‌شر جنوبی
فنیک (به انگلیسی: Fenwick) یک روستا و محله مدنی در بریتانیا است که در کلان‌شهر مستقل دانکستر واقع شده‌است. فنیک ۱۲۱ نفر جمعیت دارد.